# بروس ديهافن
بروس ديهافن (بالإنجليزية: Bruce DeHaven)‏ هو مدرب رياضي أمريكي، ولد في 6 سبتمبر 1948 في Trousdale, Kansas ‏ في الولايات المتحدة، وتوفي في 27 ديسمبر 2016 في أورتشارد بارك في الولايات المتحدة.